# 水南镇 (资中县)
水南镇，是中华人民共和国四川省内江市资中县下辖的一个乡镇级行政单位。2019年12月，撤销板栗垭镇，将其所属行政区域划归水南镇管辖。

## 行政区划
水南镇下辖以下地区：
人和社区、四通社区、笔坛社区、武陵社区、倒石桥社区、水南社区、砚台社区、奉安村、圣宫村、松山村、交通村、长山村、李五沟村、乘家村、长河堰村、河联坝村、凉水井村、九郎庙村、坳泉村、石堰河村、姊妹桥村、大石桥村、内房冲村、瓦窑坝村、碑溪村、高山村、石膏村、板桥村、钎子坟村和花香村。